# Santa Catarina (San Felipe)
Santa Catarina es una localidad del estado mexicano de Guanajuato. Es parte del municipio de San Felipe.

## Toponimia
El nombre de la población hace referencia a la santa patrona de la localidad: Catalina de Alejandría.

## Demografía
| Gráfica de evolución demográfica |
|                                  |

| Censo | Población |
| ----- | --------- |
| 1921  | 221       |
| 1930  | 241       |
| 1940  | 173       |
| 1950  | 425       |
| 1960  | 659       |
| 1970  | 778       |
| 1980  | 483       |
| 1990  | 1 336     |
| 2000  | 1 504     |
| 2010  | 1 721     |
| 2020  | 1 663     |